# Байби, Джоан
Джоан Байби (Хупер) (англ. Joan Lea Bybee (Joan B. Hooper), род. 11 февраля 1945, Новый Орлеан, Луизиана) — американский лингвист, профессор университета Нью-Мексико в Альбукерке, почётный доктор университета в Осло (2004), один из ведущих мировых специалистов по общей морфологии и теории грамматики.

## Биография
Получила степень бакалавра в Техасском университете в Остине (1966) и степень магистра — в Университете штата в Сан-Диего (1970). Тема диссертации в Калифорнийском университете в Лос-Анджелесе — «Аспекты естественной порождающей фонологии» (1973). Преподавала в Университете штата Нью-Йорк в Буффало и в Университете Нью-Мексико в Альбукерке (с 1989 профессор, с 1998 по 2001 руководитель отделения лингвистики). Председатель Американского лингвистического общества (с 2004). Член международной Ассоциации лингвистической типологии. Входит в редколлегию журнала «Linguistic Typology».

## Вклад в науку
Байби — один из наиболее влиятельных представителей функционалистского направления в теоретической лингвистике, противостоящего как идеологии «формального» направления (или хомскианства), так и идеологии структурализма. В ранних работах развивалась так называемая «естественная фонология»; в середине 1980-х гг. Байби начинает заниматься теоретической морфологией. Её книга «Morphology» (1985) — манифест функциональной морфологии; в книге утверждается существование типологических закономерностей, регулирующих расположение морфем в словоформе, аффиксальное vs. аналитическое выражение грамматических значений и др. В дальнейшем Байби обратилась к проблемам диахронической эволюции грамматических значений; её книга «The evolution of grammar» (1994, в соавторстве) является существенным вкладом в теорию грамматикализации и в типологическое описание видовременных и модальных грамматических значений. В последних работах намечаются контуры новой модели языка, в которой большую роль играют такие понятия, как частотность языковых единиц и корпусно-ориентированные механизмы; эта модель во многом упраздняет структуралистское противопоставление «языка» и «речи», равно как и идейно близкое последнему хомскианское противопоставление «компетенции» и «употребления».

## Основные работы
- Hooper, Joan B. 1976. An introduction to natural generative phonology. New York: Academic Press.
- Bybee, Joan L. 1985. Morphology: a study of the relation between meaning and form. Amsterdam: John Benjamins.
- Bybee, Joan, Revere Perkins and William Pagliuca. 1994. The evolution of grammar: tense, aspect and modality in the languages of the world. Chicago: University of Chicago Press.
- Bybee, Joan. 2001. Phonology and language use. Cambridge: Cambridge University Press.
- Bybee, Joan. 2007. Frequency of use and the organization of language. Oxford: Oxford University Press.
- Bybee, Joan. 2010. Language, usage and cognition. Cambridge: Cambridge University Press.
- Bybee, Joan. 2015. Language change. Cambridge: Cambridge University Press.